# Anexión de Crimea por el Imperio ruso

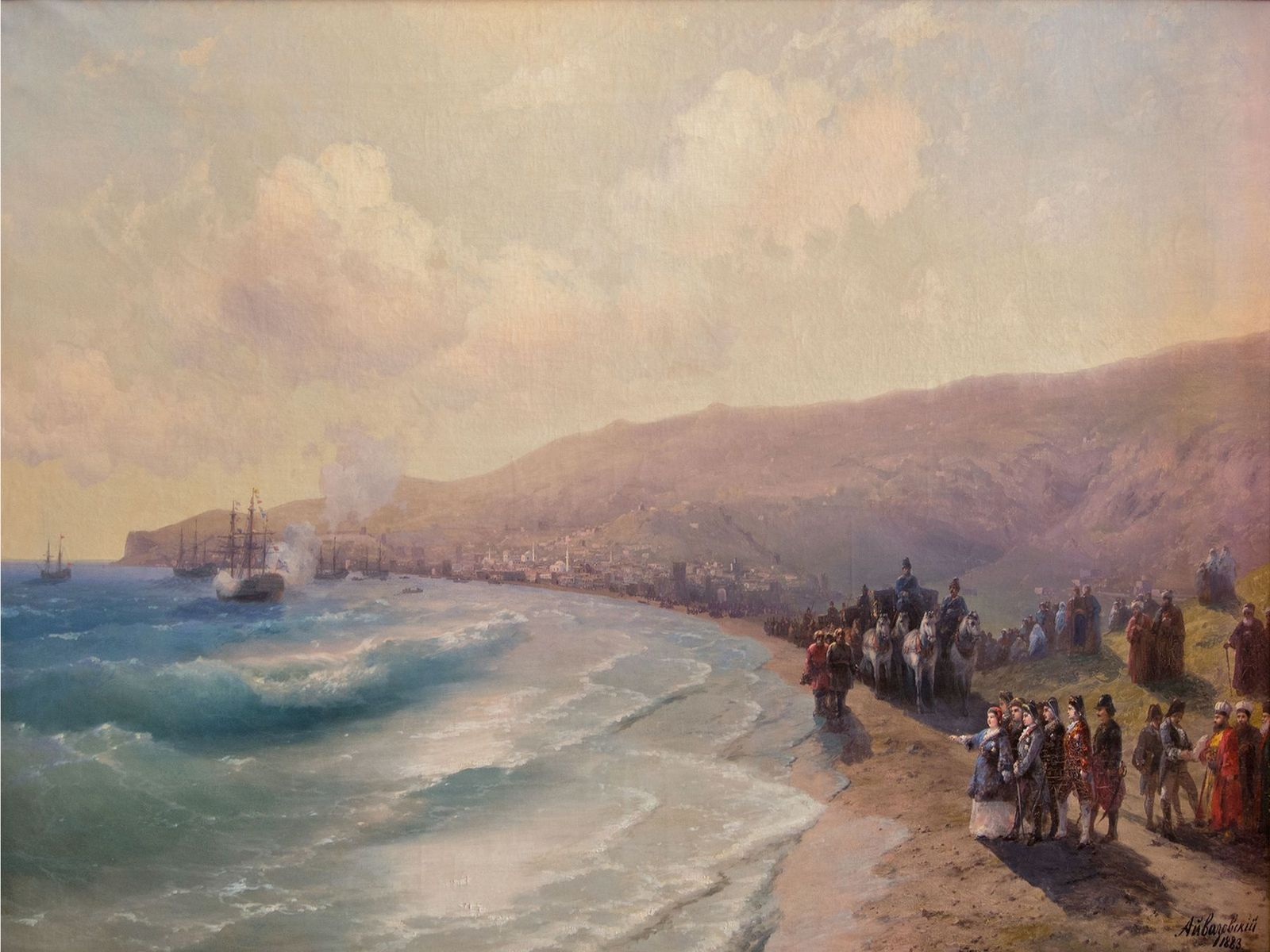
Llegada de Catalina II a Feodosia, un cuadro de Iván Aivazovski.

El territorio de Crimea, hasta entonces bajo el control del Kanato homónimo, fue anexionado por el Imperio ruso el 8jul./ 19 de abril de 1783greg.. El periodo previo a la anexión estuvo marcado por la interferencia rusa en los asuntos crimeanos, una serie de revueltas promovidas por los tártaros de Crimea y la ambivalencia de los otomanos. El proceso de anexión dio inicio a 134 años de hegemonía imperial rusa en la región, que llegaron a su fin con la revolución de 1917.
Tras cambiar de manos en varias ocasiones durante la guerra civil rusa, Crimea pasó a  formar parte de la República Socialista Soviética de Rusia de 1921 a 1954 y fue después transferida a la RSS de Ucrania. Tras la disolución de la Unión Soviética en 1991, la RSS de Ucrania se convirtió en el estado independiente Ucrania. Aunque no se reconoce a nivel internacional, la Federación de Rusia se anexionó Crimea en marzo de 2014.

## Antecedentes

### Crimea independiente (1774-1776)
Antes de que los otomanos cayeran derrotados frente a Rusia en la guerra de 1768-1774, el Kanato, poblado mayoritariamente por tártaros de Crimea, había formado parte de su imperio. El Tratado de Küçük Kaynarca, que puso el punto final a la contienda, forzó al Imperio otomano a ceder la soberanía al Kanato y permitirle convertirse en un estado independiente bajo influencia rusa. Los tártaros de la región no deseaban la independencia y estaban emocionalmente ligados al Imperio otomano. Dos meses después de la firma del tratado, el Gobierno del kanato designó a varios enviados para que pidiesen a los otomanos «la destrucción de las condiciones para la independencia». Estos enviados dijeron que el kanato no podría considerarse independiente en tanto las tropas rusas permanecieran estacionadas en Crimea, concretamente en la fortaleza de Yeni-Kale y en la ciudad portuaria de Kerch. Sin embargo, los otomanos ignoraron la solicitud al no querer violar ninguno de los acuerdos alcanzados con Rusia. En la situación de desorden que siguió a la derrota turca, el líder tártaro Devlet Giray se negó a firmar el tratado. Habiendo combatido a los rusos en la región del Kubán durante la contienda, cruzó el estrecho de Kerch rumbo a Crimea y tomó la ciudad de Kaffa, conocida en la actualidad como Feodosia. Tras ello, asaltó también el trono crimeano, en el que hasta entonces se había sentado Sahib Giray. Pese a sus acciones contra Rusia, la emperatriz Catalina II de Rusia lo reconoció como kan.
Al mismo tiempo, sin embargo, estaba preparando a su hermano, Şahin, para el mismo cargo. Con el tiempo, el mandato de Devlet se tornó insostenible. En julio de 1775, mandó un grupo de enviados a Constantinopla para negociar la vuelta del Kanato de Crimea al Imperio otomano, lo cual desafiaba el Tratado de Küçük Kaynarca, por lo que pidió a los otomanos que lo desecharan. Ahmed Resmî Efendi, diplomático de renombre que había colaborado en la redacción del acuerdo, se negó a ayudar al kanato, dado que no quería dar pie a otra desastrosa con Rusia. La emperatriz Catalina ordenó invadir Crimea en noviembre de 1776. Sus fuerzas se hicieron rápidamente con el control de Perekop, a las puertas de la península. En enero del año siguiente, Şahin Giray cruzó el estrecho de Kerch apoyado por los rusos, de la misma manera en que Devlet lo había hecho. Este, consciente de su inminente derrota, abdicó y huyó a Constantinopla. Şahin se instaló como un kanato títere, lo que enfureció a los musulmanes residentes en la península. Cuando estas noticias llegaron a sus oídos, el sultán otomano Abdul Hamid I apuntó: «Şahin Giray es un instrumento. El propósito de los rusos es hacerse con Crimea». Şahin, miembro de la dinastía reinante de los Giray, intentó impulsar una serie de reformas para «modernizar» el kanato, entre las que se incluían medidas para centralizar el poder en manos del kan, establecer un mandato «autocrático» a la manera de Rusia. El poder había sido anteriormente objeto de disputa entre los cabecillas de diferentes clanes, los llamados bey. Intentó fijar unos impuestos estatales, perfilar un ejército centralizado y conformado por reclutamiento y reemplazar el sistema legal tradicional otomano, basado en la religión por una legislación civil. Los crimeanos mostraron desprecio ante estas reformas, cuyo objetivo consistía en romper con el antiguo orden otomano.

### Revueltas en Crimea (1777-1782)

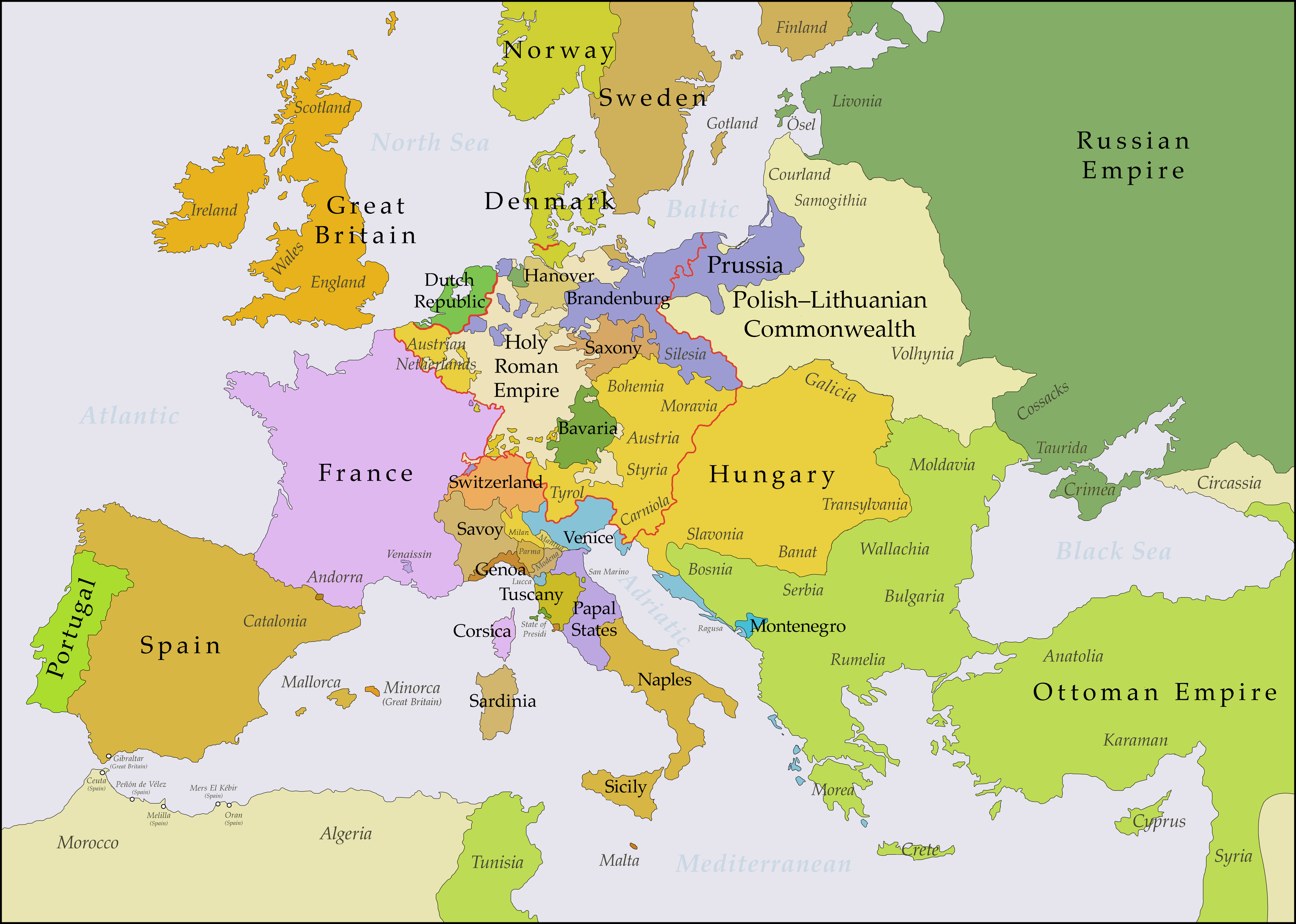
Europa tras la anexión de Crimea a Rusia, con la costa norte del mar Negro bajo dominio ruso.

A instancias de la emperatriz Catalina, Şahin permitió que los rusos se establecieran en la península, lo que enfureció aún más a los crimeanos. Un grupo de colonos había sido enviado a Yeni-Kale, que por el momento estaba en manos rusas tras el ascenso de Şahin a kan. Los oriundos del lugar se unieron para evitar el asentamiento ruso y se rebelaron contra Şahin. Este envió el ejército que había reclutado para sofocar la rebelión, pero sus fuerzas sufrieron una derrota. La revuelta se extendió entonces por toda la península y las fuerzas rebeldes avanzaron hasta su palacio de Bajchisarái. En medio de este tumulto, los crimeanos exiliados en Constantinopla presionaron al Gobierno otomano para que tomase cartas en el asunto. Cediendo ante la presión, este envió una flota a Crimea para cerciorarse del cumplimiento del Tratado de Küçük Kaynarca. Rusia, sin embargo, fue más rápida. Sus fuerzas llegaron a Yeni-Kale en febrero de 1778 y aplastaron la revuelta antes de la llegada de la flota otomana. Cuando esta arribó al lugar en marzo, se encontró con que no quedaban rebeldes a los que apoyar. Se vio envuelta en una pequeña escaramuza con la marina rusa en las costas de Akitar —Sebastopol en la actualidad—, pero tuvo que huir. Şahin se reafirmó como kan. Otras pequeñas escaramuzas tuvieron lugar entre las marinas otomana y rusa hasta octubre de 1778, cuando la flota otomana regresó, derrotada, a Constantinopla.
En los siguientes años, Şahin persistió en sus intentos de reforma del kanato, aunque no recabó muchos apoyos y se vio minado por la decisión de la emperatriz Catalina de reasentar a los griegos pónticos crimeanos en las costas septentrionales del mar de Azov, más allá de los territorios del kanato. Esa comunidad, que era cristiana, formaba parte esencial de la clase mercantil crimeana y se había mostrado partidaria de las reformas propuestas por Şahin. El reasentamiento dañó la economía crimeana y debilitó aún más la posición del kan. El Imperio otomano, por su parte, firmó, habiendo reconocido la derrota, la Convención de Aynalıkavak a comienzos de 1779. En el acuerdo, los otomanos reconocieron a Şahin como kan de Crimea y prometieron no emprender futuras acciones en Crimea; aceptaron también que esta quedara bajo influencia rusa. Los crimeanos no podían esperar ya que los otomanos los apoyasen. Las reformas de Şahin prosperaron y consiguieron desbancar de manera gradual a los tártaros de posiciones que les brindaran influencia política. Por un breve periodo, reinó la paz en Crimea.
En 1781, estalló una nueva revolución, avivada por la continua marginalidad a la que se veían abocados los tártaros en territorio del Kanato. Varios líderes de clanes y sus fuerzas se unieron en la península de Tamán tras cruzar el estrecho de Kerch. En abril de 1782, parte del ejército de Şahin desertó y se les unió allí. Se entablaron vías de comunicación entre los líderes rebeldes, entre los que estaban dos hermanos de Şahin, y la élite administrativa crimeana. Los oficiales religiosos —ulema— y legales —kadi—, importantes en el antiguo orden otomano, expresaron abiertamente su antipatía hacia Şahin. Las fuerzas rebeldes lanzaron una ofensiva contra Kaffa el 3jul./ 14 de mayo de 1782greg. y derrotaron rápidamente a las de Şahin, que se vio obligado a escapar a Kerch, bajo dominio ruso. Los líderes rebeldes eligieron kan a su hermano, Bahadir Giray, y enviaron un mensaje al Gobierno otomano demandando que este los reconociera. No pasó mucho tiempo, sin embargo, hasta que la emperatriz Catalina envió a Grigori Potiomkin para restablecer a Şahin en el poder. Los invasores rusos apenas si encontraron oposición y muchos rebeldes se retiraron hacia el estrecho. En cuanto tal, el kan fue restablecido en su puesto en octubre de 1782. Llegado ese momento, no obstante, había perdido ya los favores de la emperatriz y de los crimeanos. En una carta enviada a un consejero de Şahin, Catalina escribió: «Debe acabar con este trato escandaloso y cruel y no darles a los crimeanos motivos para iniciar una nueva revuelta». Cuando las tropas rusas accedieron a la península, se estableció un puerto para el mar Negro. Se eligió la ciudad de Akitar para acogerlo y este albergaría la recién creada Flota del Mar Negro. Las dudas acerca de la sostenibilidad de Şahin Giray al frente y los problemas lanzadas por Potiomkin crearon el campo de cultivo propicio para un incremente del apoyo a la anexión de Crimea al Imperio ruso.

## Anexión (1783)
En marzo de 1783, el príncipe Potiomkin animó a la emperatriz Catalina a anexionarse Crimea. Habiendo regresado de allí poco tiempo atrás, le comentó que muchos crimeanos deseaban someterse bajo mandato ruso. Animada por sus comentarios, la emperatriz publicó el 8jul./ 19 de abril de 1783greg. un texto en el que proclamaba de manera oficial la anexión del territorio. Los tártaros de Crimea no ofrecieron resistencia. Tras varios años de agitación y crisis, no disponían de los recursos suficientes ni de las ganas necesarias para continuar con la lucha. Muchos huyeron de la península rumbo a Anatolia. El conde Aleksandr Bezborodko, consejero cercano a la emperatriz por aquel entonces, anotó en su diario que Rusia estaba forzada a anexionarse Crimea:

La Puerta no ha presumido buena fe en ningún momento. Su objetivo principal ha consistido en privar a los crimeanos de su independencia. Acabó con el kanato legal y lo remplazaron por el ladrón de Devlet Giray. Se ha negado constantemente a evacuar la península de Tamán. Ha intentado en varias ocasiones propiciar una rebelión en Crimea contra el legitimo kan Şahin Giray. Todos estos esfuerzos no nos han llevado a declarar la guerra [...] La Puerta no ha dejado de beber de cada gota de revuela entre los tártaros [...] Nuestro único deseo ha sido el de traer la paz a Crimea [...] y nos vemos finalmente obligados por los turcos a anexionarnos la zona.

Esta visión, sin embargo, estaba alejada de la realidad. La «independencia» de Crimea se refería a un periodo en que esta había sido títere, mientras que los otomanos habían desempeñado un papel secundario en las revueltas de la zona. Crimea se incorporó al Imperio ruso como la Gubernia de Táurida. A finales de ese mismo año, el Imperio otomano firmó un acuerdo con Rusia por el que se reconocía la pérdida de Crimea y otros territorios que habían formado parte del kanato. Firmado el 28 de diciembre de 1783, fue el diplomático ruso Yákov Bulgákov el encargado de negociarlo.